# Никель
Никель (пол. Nykiel) — село в Польщі, у гміні Вежбінек Конінського повіту Великопольського воєводства. Населення — 266 осіб (2011).
У 1975-1998 роках село належало до Конінського воєводства.

## Демографія
Демографічна структура станом на 31 березня 2011 року:
|          | Загалом | Допрацездатний вік | Працездатний вік | Постпрацездатний вік |
| -------- | ------- | ------------------ | ---------------- | -------------------- |
| Чоловіки | 135     | 35                 | 91               | 9                    |
| Жінки    | 131     | 31                 | 66               | 34                   |
| Разом    | 266     | 66                 | 157              | 43                   |